# Штубен
Штубен ( Stuben) — горнолыжный курорт в Форарльберге, Австрия. Входит в состав туристического региона Арльберг.
Расположен на высоте 1407 м над уровнем моря. Здесь находится несколько отелей, 23 км трасс с перепадами высот от 1450 до 2850 м. Туристический сезон длится с декабря по апрель.
В посёлке постоянно проживают около 100 человек.

## История
Первое упоминание о Штубене относится к 1330 году. Здесь находилась почтовая станция и место отдыха путешественников, возниц, погонщиков мулов перед перевалом Арльберг. В XIV веке дороги были расширены и движение товаров через эти места улучшились, что способствовало развитию поселения.
В начале XX века, в связи с развитием зимних видов спорта и автомобильного движения, городок получил новый импульс. Здесь была построена скоростная автодорога и тоннель, улучшившие транспортную доступность Штубена.

## В культуре
Курорт неоднократно использовался как место для киносъёмок. К примеру, здесь снимали сцены из фильмов «Большой скачок» (1927), «Солнце над белой горой» (1930), «Горы в огне» (1931) и т. п.